# 胶济路沿线战役
胶济路战役共产党方面称为胶济铁路沿线反击战，是1946年6月至1947年1月，第二次国共内战期间，国军部队为控制胶济铁路铁路路段及沿线重要城市，与解放军发生的一场战役。

## 背景
抗日战争结束之后，山东地区是国共双方争夺的重点区域之一。早在1946年1月王耀武出任第二绥区司令时，蒋介石就曾对他面授机宜，令其必须想办法控制胶济路。5月，白崇禧、顾祝同、蒋介石相继飞抵济南，进一步调整军事部署。6月中旬以后，国军又海运五十四军抵达青岛，空运七十三军至济南，进一步加强了山东地区的军事力量。到国共内战全面爆发前，山东省境内驻扎的国军部队陆续增加到19万余人，另有收编的原伪军4万余人。而国军要占领山东地区中，控制胶济路有着举足轻重的战略地位。

## 作战部署

### 国军
1946年6月22日，驻扎青岛的国民革命军第五十四军等部由城阳（青岛）北进攻，进行打通胶济路的作战，以此为标志，国民革命军开始对中共控制的山东解放区的全面进攻。6月23日，国民党第二绥靖区司令王耀武调集5个军15个师数十万兵力压向胶济路，以济南的第十二军、第七十三军、第九十六军沿胶济路东进；以青岛地区的第五十四军西进，与驻昌潍之第八军东西对进，向中共控制的胶济路沿线和两侧解放区大举进攻，试图在半个月内打通胶济铁路全线。

### 解放军
针对国军的作战意图，中共中央于6月22日发出《关于全面破裂后作战方案的指示》，要求华东局“应以徐州地区为主要作战方向”，“集中山东主要力量配合苏皖北部各区，调动徐州之敌于野战中歼灭之，相机占领徐州”。6月26日，华东局、华东军区召开各区党委军区及各野战军纵队领导干部会议，决定渤海军区主力从津浦线转移至胶济线，协同鲁中、胶东军区部队阻击和消灭由济南东进和由潍县西进的国军部队，以粉碎国军对山东的进攻。

## 作战过程
1946年6月22日-26日，国军沿胶济路东西夹攻山东解放军。在胶济路东段，国军连续受到胶东军区部队的阻击，先后被歼灭4个营。在胶济路西段，国军由济南、潍县东西对进，已经占领明水、益都、邹平、周村、临淄、淄川，东西两路国军在张店、博山等地汇合，初步完成东西段对接。
7月4日，中共中央军委电令山东军区部队“先在内线打几个胜仗再转至外线”，实施内线歼敌的积极防御的作战方针。华东局和山东军区接到中央的电报后，立即调整了作战部署，向胶济路东西对进的国军发动反击。
7月5日，鲁中军区解放军向国军发动反击，同国军在张店、淄博等地进行了激烈的争夺战。鲁中军区部队在消灭国军1100余人后，乘国军后方空虚之机，占领了益都、临淄、辛店等地。随后，又在云门山、双山、焕山、昆仑山、天台山等地，同国军作战45次，消灭4000余人。与此同时，渤海区部队向济南附近的国军发起了进攻，至7月16日，占领了济阳县城，歼灭国军1000余人。
7月28日，胶东军区解放军部队向即墨县芝兰庄等地国军发起进攻，歼灭1000余人。迫使国军停止西进，固守待援。由于山东解放区的抵抗，使的国军加大了向胶济路进攻兵力的投入，迫使解放军参战部队于8月底前后主动撤出了胶济路西段。国军在付出重大代价后，于7月下旬打通了胶济路西段后，相继占领胶济路以北济阳、齐东、邹平、临淄、寿光等县城，并继续向小清河以南地区进攻，以扩大战果。
8月12日开始，解放军在胶济路北侧对进攻的国军展开反击。8月19日攻占邹平，全歼城内守敌。邹平城战斗后，国军八军军长李弥亲率其所谓“常胜军”第一师和一六六师各一部配合绥靖第二师等兵力，于28日向山东野战军第七师进攻。双方在在邹平县旧口一线展开战斗，激战直至拂晓解放军撤出战斗。国军独立第十师师长李恺荣率领两个团重新占领邹平。
9月下旬，驻扎青岛、潍县的国军再次东西对进，以图打通胶济路东段，又开始向胶济路东段沿线解放区发起进攻。胶东军区部队在歼灭和击溃国军5个团后，主动撤离了胶济路东段。国军成功打通胶济路
10月1日晚，山东野战军七师向邹平反击。邹平国军被解放军第七师攻城部队歼灭。此战国军伤亡人500余人，被俘1500余人，缴获各种枪支700余支。
11月，解放军七师奔袭临淄城，警备第十一、十四、十七团均配合参战，围攻临淄的国军徐振中部保安三师。国军调军增援临淄守军，解放军停止攻击临淄，掉头对付国军援军。解放军将国军增援部队全歼于郊外，并顺势攻下齐东县城。此战俘虏国军2800余人，缴获迫击炮8门，小炮12门，重机枪8挺，轻机枪80挺及其他枪支200余支。16日，桓台、索镇、寿光等处的国军，相继撤回胶济沿线。　　

## 后续
1947年1月20日鲁南战役后，蒋介石认为华东野战军连续作战，伤亡重大，连续作战能力不强。于是调集兵力，由参谋总长陈诚亲自督战，由陇海路东段、津浦路徐（州）济（南）段、胶济路西段，分3路进攻，试图在临沂附近或沂蒙山区同华东野战军主力决战。1月31日，国军以8个整编师由鲁南向临沂推进；李仙洲集团由胶济路沿淄博线伸入鲁中的莱芜、新泰及其中间地区，以图南北对进，夹击华东野战军。2月中旬，华北野战军以一部分兵力诱国军南进，主力则秘密北上，迎战在莱芜城北地区歼灭李仙洲集团。战至23日，解放军在莱芜战役中全歼国军在胶济线上的全部机动兵力。莱芜战役后，王耀武下令国军在胶济线部队全部撤出，退回济南。